# Vitörarna
Vitörarna este o arie protejată (arie specială de conservare — SAC, sit de importanță comunitară — SCI) din Suedia întinsă pe o suprafață de 154,2 ha, integral pe uscat.

## Localizare
Centrul sitului Vitörarna este situat la coordonatele 61°59′21″N 17°30′21″E / 61.9892°N 17.5057°E.

## Înființare
Situl Vitörarna a fost declarat sit de importanță comunitară în ianuarie 1998 pentru a proteja un număr necunoscut de specii din flora spontană și fauna sălbatică aflate în arealul zonei. Situl a fost protejat și ca arie specială de conservare în martie 2011.

## Biodiversitate
Situată în ecoregiunile boreală și marină baltică, aria protejată conține 6 habitate naturale: Vegetație anuală la limita mareei, Vegetație perenă pe țărmurile stâncoase, Insulițe și insule mici din Baltica boreală, Taiga vestică, Litoraluri nisipoase din Baltica boreală cu vegetație perenă, Păduri naturale în etape succesive primare ale suprafețelor emergente de coastă.
La baza desemnării sitului se află un număr nedeclarat de specii protejate.